# Abpfiff
Als Abpfiff bezeichnet man im Sport die Unterbrechung oder Beendigung des laufenden Spiels durch den Schiedsrichter, der dafür in der Regel eine Trillerpfeife benutzt.

## Fußball
Man unterscheidet folgende Abpfiff-Varianten beim Fußball:
- Ende des Spiels: Nach 90 Minuten wird das reguläre Spiel beendet. Unter Umständen wird das Spiel verlängert (30 Minuten), wobei diese Phase ebenfalls durch einen Abpfiff (auch Schlusspfiff genannt) beendet wird. Danach ist das Spiel beendet; es kann zur endgültigen Entscheidungsfindung noch zum Elfmeterschießen kommen.
- Halbzeit: Nach 45 Minuten wird das Spiel unterbrochen (Halbzeit), nach einer 15-minütigen Pause werden die Seiten gewechselt. In der Verlängerung gibt es nach 15 Minuten eine kurze Pause, die im Wesentlichen zum Seitenwechsel verwendet wird.
- Strafe: Nach einem Regelverstoß pfeift der Schiedsrichter ab und verhängt das Strafmaß (Freistoß bzw. Elfmeter, sowie u. U. zusätzlich Gelbe oder Rote Karte).
- Ball im Aus: Wenn der Ball über die Seiten- oder Torauslinie geht, gibt es einen Einwurf (Seitenaus) oder einen Eckstoß/Abstoß (Toraus).
- Tor: Nach einem Tor wird am Anstoßpunkt neu angepfiffen.

## Handball
Eine besondere Variante beim Handball ist der vorübergehende Abpfiff bei einer Auszeit und die Ausführung von Siebenmetern (nach einem Regelverstoß) und Freiwürfen nach Abschluss der regulären Spieldauer.